# Daði Lárusson
Daði Lárusson (nacido el 19 de junio de 1973) es un exfutbolista islandés. Jugaba de guardameta y su último equipo fue el FH Hafnarfjörður de la Úrvalsdeild de Islandia.

## Selección nacional
Lárusson debutó por Islandia a los de 32 años en octubre de 2005, en un amistoso contra Polonia sustituyendo a un veterano de 34 años: Kristján Finnbogason. Jugó tres partidos con la selección.

## Clubes
- FH Hafnarfjörður (1991-1999)
- →  Ungmennafélagið Skallagrímur (1995)
- Jacksonville Cyclones (1999)
- FH Hafnarfjörður (2000-2009)
- Haukar (2010-2012)
- FH Hafnarfjörður (2013)